# August Ames
Pour les articles homonymes, voir Ames.
August Ames, de son vrai nom Mercedes Grabowski, née le 23 août 1994 à Antigonish (Canada) et morte le 5 décembre 2017 à Camarillo (Californie), est une actrice pornographique canadienne.
Âgée de 19 ans, August Ames commence sa carrière dans l'industrie du sexe en 2013 avec des vidéos de Jules Jordan. Son corpus de travail contient de multiples performances pour Blacked, Brazzers, Dark X, Elegant Angel, Evil Angel, Girlfriends Films, Lethal Hardcore, New Sensations et Sweetheart Video.
Au cours de ses quatre années de carrière, elle joue dans plus de 290 films. En plus de ses apparitions cinématographiques, elle est très présente sur ses réseaux sociaux où son charme lui fait bâtir une réputation qui fait d'elle l'une des actrices pornographiques les plus appréciées des internautes,. D’où elle obtiendra un XRCO Awards. 
August Ames a été nommée pour plusieurs prix AVN Award tout au long de sa carrière. Elle a remporté deux AVN Award en 2015 et en 2017,,. 
En 2017, alors qu'elle doit effectuer un tournage pour EroticaX, elle dit ne pas vouloir travailler avec un acteur ayant tourné dans des films homosexuels. Fragilisée par un débat sur Twitter et en proie à un cyberharcèlement des plus violents, elle se suicide par pendaison dans le parc Camarillo Grove, le 5 décembre 2017, à l'âge de 23 ans.
AVN AWARDS la considère comme détentrice du titre « Most Spectacular Boobs » aux AVN Awards 2017. Elle est l'une des icônes mondiales du porno actuel,. August Ames est aussi considérée comme une figure majeure du porno américain,.
Elle reste après sa mort, encore très populaire sur les sites internet pornographiques, affichant les classements de popularité.

## Biographie

### Jeunesse
Née le 23 août 1994, Mercedes Grabowski est principalement d'origine polonaise. En tant que fille de militaire, elle grandit dans différentes villes du Canada. Elle est diplômée du lycée d'Oromocto.
Elle fait de la garde d'enfants pour premier travail. À l'âge de quatorze ans, elle travaille pendant deux étés dans un ranch à Colorado Springs, aux États-Unis. Son travail consiste à nettoyer les écuries et à donner des cours d'équitation aux enfants handicapés. Plus tard, elle devient instructrice de yoga et de zumba. Avant de commencer sa carrière pornographique où elle prendra le nom de scène de August Ames, elle est barmaid et travaille également dans un salon de bronzage. La monotonie et l’ennui la guident vers le X. Elle va alors envoyer un formulaire de modèle à différentes agences pour l'industrie adultes, dans le but de très vite changer de vie.

### Carrière
August Ames commence sa carrière dans l'industrie pornographique en novembre 2013 à l'âge de 19 ans.
Sa première performance fut une scène solo fetish lingerie. Sa première scène homme/femme fut pour le film Selfies de Wicked Pictures. Tout au long de sa carrière elle évite cependant toute scène anale. Son nom de scène August Ames provient d'« August », son mois préféré, l'été qui lui  rappelle le yaourt glacé, le bronzage et les plages et « Ames » c'est juste une "vibration" qui va avec le mot. 
Elle a joué dans plus de 270 films.

### Vie personnelle
Dans un entretien réalisé par Holly Randall qui aurait eu lieu le 22 août 2017, August Ames aurait confié pendant une heure plusieurs moments tragiques de sa vie. Elle aurait été diagnostiquée comme souffrant de troubles bipolaires et de trouble dissociatif de l'identité et était relativement en dépression (ce qui expliquerait son suicide). Elle raconte aussi que durant son adolescence, son petit ami de l'époque, qui pendant des rapports sexuels, aurait, sans aucun consentement, pratiqué une pénétration de l'anus sans vouloir s'arrêter jusqu'à l'éjaculation. Ce viol anal la traumatise, et elle refuse par la suite de pratiquer la sodomie dans ses apparitions pornographiques et même en privé. Elle dit avoir été traitée de menteuse à 12 ans par son père, quand elle lui signale être victime d'attouchements par son grand-père. La mère d'August Ames étant bipolaire la soutiendra dans cette triste période.  

### Mort
Elle se suicide dans le comté de Ventura le 5 décembre 2017, à l'âge de 23 ans, sans doute en raison d'un fort harcèlement sur les réseaux sociaux. Elle venait en effet d'y susciter une controverse par son refus de tourner avec un acteur ayant également tourné dans des films gays,. Jaxton Wheeler, acteur pornographique, fait partie de ceux qui participent le plus activement au harcèlement de la jeune femme. Dans un tweet effacé depuis sa mort, il lui conseille d’« avaler du cyanure ». August Ames a fait part plusieurs fois de son exaspération quant à ce harcèlement qu'elle subissait. Jessica Drake, bien qu'elle ait nié juste après, faisait également partie de la troupe impliquée dans le harcèlement survenu sur Twitter. Quelques heures avant de se suicider, elle publie son dernier Tweet qui dit : « Allez tous vous faire foutre ! ».
Kevin Moore a bel et bien confirmé que le décès d'August Ames était dû en effet à ce harcèlement de trois jours sur Twitter. Le 11 janvier 2018, il crée un blog expliquant tout le cheminement avant le drame.
Le 10 janvier 2018, sa famille et ses proches discutent d'un procès lié à sa mort. Cette poursuite a été intentée contre le bureau du médecin légiste du comté de Ventura pour avoir divulgué des informations confidentielles et privées concernant sa mort.

### Hommage
Après l'annonce de sa mort, qui a été faite le mercredi 6 décembre 2017 par Adult Video News, le choc est immense dans l'industrie du porno. De nombreuses stars du X lui rendent hommage sur les réseaux sociaux, comme Holly Randall. La mémoire d'August Ames a été honorée le 18 janvier 2018, un jeudi soir par des stars du X portant des t-shirt affichant les derniers mots tweetés par August Ames avant de se suicider : « fuck y'all » (« allez tous vous faire enculer »). Ce geste a été fait non seulement pour honorer Ames, mais aussi pour lutter contre l'intimidation dans l'industrie pornographique. Ce sujet est également traité par de nombreux sites internet, tels que Le Tag Parfait. Sur les sites pornographiques ses vidéos sont remplies de commentaires de condoléances, ainsi que sur son compte Twitter et Instagram. Lors de la cérémonie du 18 janvier, le salon XBIZ Awards se tient au JW Marriott de Los Angeles. En sa mémoire, Ames est désignée candidate pour les prix ce soir-là. L'animatrice de cette émission, Jessica Drake, a été impliquée dans l'intimidation survenue sur les réseaux sociaux. Sa mort a aussi contribué à la création de Pineapple Support, une organisation d'aide psychologique pour les travailleurs de l'industrie pornographique.

## Filmographie sélective
- 2013 : Ring My Bells
- 2014 : August Ames and Friends
- 2014 : Crack Fuckers 5
- 2015 : August Ames Gets an Interracial Creampie
- 2015 : Bree Daniels Experience
- 2016 : Don't Tell Daddy avec Abella Danger
- 2016 : Lesbian Nurses
- 2017 : Women Seeking Women 141
- 2017 : Women Seeking Women 144

## Distinctions

### Récompenses
- 2015 :
  - AVN Award : Cutest Newcomer
  - XRCO Awards : Cream Dream

### Nominations
| Année | Cérémonie  | Résultat | Catégorie | Film            |
| ----- | ---------- | -------- | --------- | --------------- |
| 2015  | AVN Award  | Nommée   |           | N/A             |
| 2015  | AVN Award  | Nommée   |           | Spandex Loads 8 |
| 2015  | AVN Award  | Gagnée   |           | N/A             |
| 2015  | XBIZ Award | Nommée   |           | N/A             |
| 2015  | XRCO Award | Nommée   |           | N/A             |
| 2015  | XRCO Award | Gagnée   |           | N/A             |
| 2016  | AVN Award  | Nommée   |           | N/A             |
| 2016  | AVN Award  | Nommée   |           | Oil Overload 12 |
| 2016  | XBIZ Award | Nommée   |           | N/A             |
| 2016  | XBIZ Award | Nommée   |           | N/A             |
| 2016  | XBIZ Award | Nommée   |           | Safe Landings   |